# Chaetocnema semicoerulea
Chaetocnema semicoerulea är en skalbaggsart som först beskrevs av Koch 1803.  Chaetocnema semicoerulea ingår i släktet Chaetocnema, och familjen bladbaggar. Arten har ej påträffats i Sverige.